# Rudolf Heydel

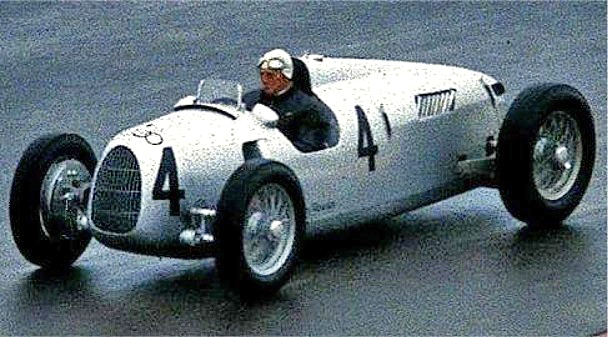
Auto Union type C - 1984-05-12

Rudolf Heydel ou Karl Rudolf Heydel, né en 1911 à Leipzig et mort le 4 février 1936, était un pilote automobile allemand.
Pilote très prometteur, Rudolf Heydel est choisi comme pilote d'essai et pilote junior pour la firme Auto Union à la suite d'une série d'essais exempte de toute erreur, réalisée sur le Nürburgring entre le 2 et le 12 novembre 1935. Avec un chrono au tour de 11 min 11 s 3, il devance notamment Ernst von Delius (11 min 20 s 0), Rudolf Hasse (11 min 29 s 1) et Ulrich Bigalke (11 min 57 s 0). Von Delius et Hasse sont également choisis comme pilotes junior.
Arrivée à Monza, après avoir été bloquée dans les neiges du Saint-Gothard, l'équipe Auto Union entreprend de réaliser entre le 4 et le 15 février 1936 une série d'essais hivernaux. Mais le premier jour, Rudolf Heydel fait une sortie de piste et trouve la mort dans la curva del Vialeone (l'actuelle chicane Ascari). Sa voiture est entièrement dévorée par les flammes.